# Austrobaileya (revista)
Austrobaileya (abreviado Austrobaileya) es una revista con ilustraciones y descripciones botánicas que es editada en Brisbane desde el año 1977. Fue precedida por Contributions from the Queensland Herbarium.